# Günter Franusch
Günter Franusch (* 27. Februar 1959 in Gliwice, Polen) ist ein ehemaliger deutscher Fußballspieler, dem in den Jahren 1983 und 1987 zweimal der Aufstieg in die Fußball-Bundesliga gelang.
Der aus dem polnischen Łabędy gekommene Nachwuchsfußballer Günter Franusch wurde zusammen mit Wilfried Kohls, Hans-Peter Knecht und Uwe Bein im Sommer 1979 aus der eigenen Amateurmannschaft in die Ligaelf der Offenbacher Kickers für die 2. Fußball-Bundesliga übernommen. Am 14. November 1979 kam er im letzten Spiel der Amateurnationalmannschaft des DFB beim Spiel gegen Norwegen in Baunatal zusammen mit seinem Vereinskollegen Michael Grünewald zum Einsatz. 
Franusch hatte unter Trainer Horst Heese in der Saison 1979/80 27 Spielnominierungen und erzielte dabei zwei Tore. In der ersten Runde mit Trainer Franz Brungs, 1980/81, kam der OFC mit dem Stammspieler Franusch im Mittelfeld – 31 Spiele mit fünf Treffern – auf den zweiten Tabellenplatz im Süden und qualifizierte sich damit für die Entscheidungsspiele gegen den Gruppenzweiten der Nord-Staffel, Eintracht Braunschweig. An der Seite von Uwe Bein und Kurt Geinzer war er am 5. und 10. Juni 1981 beim 1:0-Heimerfolg im Stadion am Bieberer Berg wie auch bei der 0:2-Niederlage im Städtischen Stadion an der Hamburger Straße in Braunschweig im Einsatz. 
Als im ersten Jahr der eingleisigen 2. Bundesliga, 1981/82, Offenbach den 3. Platz belegte, kam es zum Relegationsspiel gegen den Drittletzten der 1. Fußball-Bundesliga, Bayer 04 Leverkusen. Durch zwei knappe 0:1- bzw. 1:2-Niederlagen verpasste Offenbach auch im zweiten Anlauf den Aufstieg. In der Saison hatte Franusch exakt die gleichen Spieleinsätze und Tore wie im Vorjahr zu Buche stehen. Als Trainer Lothar Buchmann in der Runde 1982/83 mit dem Torschützen Uwe Bein (37 Spiele mit 20 Treffern) durch den zweiten Platz den OFC direkt in die Bundesliga führte, trug Franusch in 22 Einsätzen mit vier Treffern seinen Teil zum Erfolg bei. Mit dem OFC bestritt der Mittelfeldspieler in der Runde 1983/84 31 Spiele, den Abstieg konnte er aber nicht verhindern.
Als der freie Fall sich mit Offenbach auch in der 2. Bundesliga abzeichnete, nahm Franusch im November 1984 ein Angebot von Union Solingen an und zog in das Bergische Land. So kam es, dass er in der Runde 1984/85 für zwei Vereine in der 2. Bundesliga Pflichtspiele bestritt: elf für Offenbach und 18 für Solingen. Offenbach stieg am Rundenende ab, Solingen belegte den sechsten Rang.
Sein ehemaliger Trainer Buchmann holte Franusch zur Runde 1985/86 nach Nordbaden zum Karlsruher SC. Zusammen mit den weiteren Personalien Bogdan, Kreuzer, Trapp, Pilipovic, Schütterle, Jürgen und Lars Schmidt wurde damit mehr an Grundlage für die weiteren Jahre in Karlsruhe gelegt, als es der 7. Tabellenplatz am Rundenende aussagte. Franusch bestritt 28 Spiele und gehörte auch im zweiten Karlsruher Jahr unter dem neuen Trainer Winfried Schäfer mit 32 Spielen zur Stammbesetzung. Der KSC belegte hinter Meister Hannover 96 den zweiten Platz und stieg in die Fußball-Bundesliga auf. In der 1. Liga brachte es Franusch in der Saison 1987/88 beim KSC aufgrund einer schweren Knieverletzung nur zu neun Einsätzen und verließ im Sommer 1988 den Karlsruher SC. Er wechselte kurzzeitig zum VfL Neckarau (Mannheim). Von Januar 1990 bis Mai 1993 bestritt er 102 Spiele (12 Tore) für den damaligen Landesliga- und Oberligaverein SG Egelsbach. Seine Karriere endete im Jahr 2000 beim TSV Heusenstamm.
Insgesamt absolvierte Günter Franusch 40 Bundesliga- und 200 Zweitligaspiele, in denen er 19 Tore in der 2. Liga erzielte.